# Al-Matariyya
Al-Maṭariyya, Mataria, al-Matariyyah o El Matariya (in arabo المطرية‎?) è un distretto della regione settentrionale di Grande Cairo, ad est del Nilo, in Egitto. Il distretto non deve essere confuso con la regione costiera di El Matareya nel governatorato di Daqahliyya. Il distretto di al-Maṭariyya era parte dell'antica città di Eliopoli, una delle più antiche città dell'Antico Egitto.
Eliopoli includeva oltre ad al-Maṭariyya anche i distretti di Kafr el-Gamus, Tell el-Hisn, Ezbet Arab el-Tawil, Kafr Qurn, el-Marg ed el-Khusus.

## Nome
Si pensa che il nome al-Maṭariyya derivi dal nome latino mater, che significa 'madre', e che sia stato scelto per la presenza in questo distretto dell'albero della Vergine Maria.

## Storia
Al-Maṭariyya, col vicino distretto di 'Ayn Shams, ebbe un'importante storia durante il periodo faraonico d'Egitto, facendo parte dell'antica Eliopoli. Il distretto contiene siti archeologici risalenti a quel periodo, alcuni dei quali scoperti solo di recente, posti sotto ai moderni edifici. In tempi romani, Eliopoli apparteneva alla provincia Augustamnica. Secondo la leggenda cristiana, la Sacra Famiglia trovò rifugio sotto un albero ad Eliopoli, e che oggi è noto come "l'albero della Vergine Maria", ora posto nella cappella della Vergine di Al-Matariyyah.
Il naturalista francese Pierre Belon du Mans cita un soggiorno ad al-Maṭariyya durante il suo viaggio in Egitto del 1547. Un tempo Al-Mataryiah conteneva le ville delle persone più facoltose. Il poeta egiziano Ahmed Shawqi visse in una villa che chiamò ‘Karmet Ibn Hani’, "Vigna di Ibn Hani" (كرمة ابن هانىء), vicino al palazzo del Chedivè Abbas Hilmi II a Saray el-Qobba, fino al suo esilio dall'Egitto avvenuto durante la prima guerra mondiale.

### Elementi storici

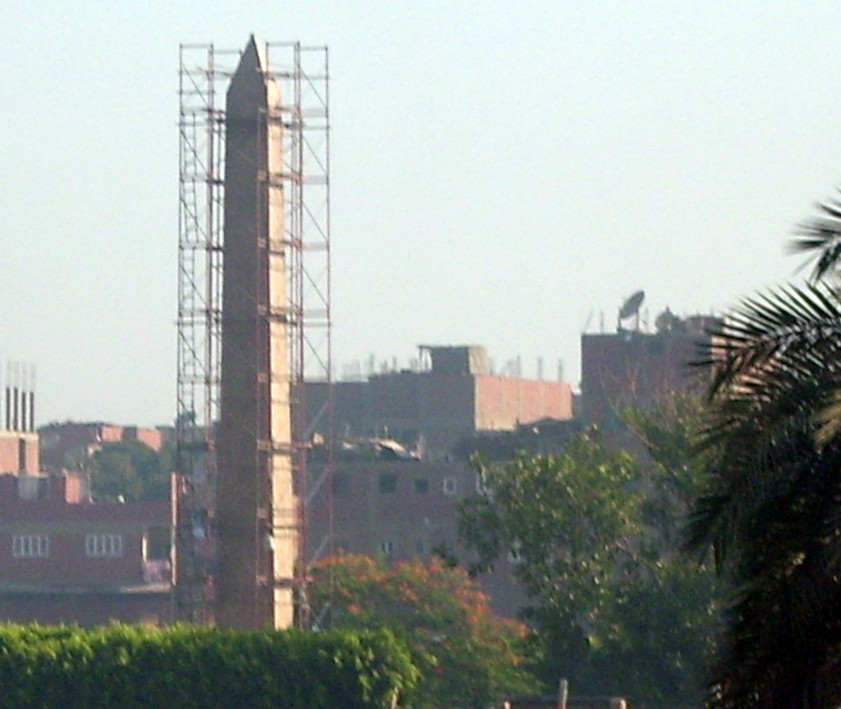
L'obelisco Masalla ad al-Maṭariyya

L'area di al-Masalla del distretto contiene l'antico obelisco Masalla, o el-Misalla (in arabo المسلة‎?, "obelisco"), uno degli obelischi di epoca faraonica tuttora in Egitto. È l'unico elemento di Eliopoli che rimane ancora nella sua posizione originale, e faceva parte del grande tempio di Ra-Atum costruito dal faraone Sesostri I (1971-1926 a.C.) della XII dinastia. L'obelisco, in granito rosso, è alto 22 metri e pesa 120 tonnellate.
Una colossale statua megalitica in granito rosa, con caratteristiche che sembrano quelle del faraone Ramses II, fu trovata ad al-Maṭariyya nel 2006, e pesava 5 tonnellate. Era posta tra le rovine di un tempio del sole risalente al regno di Ramses II (1279-1213 a.C.), presso il sito della successiva Suq el-Khamis.
Le tombe sotterranee degli alti sacerdoti di Ra della VI dinastia (2345-2181 a.C.) furono rinvenute nell'angolo sud-orientale del tempio di Ra-Atum ad Al-Matariyyah.
Di questo tempio è rimasta memoria solo per una citazione su di un modellino funerario.
La necropoli di Eliopoli, 5 km ad est dell'obelisco Masalla di al-Maṭariyya, risale al Medio Regno (circa 2055-1550 a.C.) ed al Nuovo Regno (circa 1550-1069 a.C.). Nel 2004, in un cantiere edilizio, fu scoperta una tomba con cupola costruita per un sacerdote] della XXVI dinastia (circa 685-525 a.C.). Al suo interno furono rinvenute numerose statuette funerarie, dette Ushabti, (oltre 400), e geroglifici del VII secolo a.C.

## Industria
La parte occidentale di al-Maṭariyya, nell'area industriale di Musturud lungo il canale Ismāʿīliyya, ospita le compagnie petrolifere (Shell, Misr Petrol e General Association of Oil in Egypt), e le ditte alimentari (Bisko Misr e Misr li-l-Albān).